# Pseudotremia hansoni
Pseudotremia hansoni är en mångfotingart som beskrevs av Chamberlin 1951. Pseudotremia hansoni ingår i släktet Pseudotremia och familjen Cleidogonidae. Inga underarter finns listade i Catalogue of Life.